# Josef Dultinger
Josef Dultinger (* 31. Mai 1909 in Amstetten; † 1996 Innsbruck) war ein österreichischer Eisenbahner und Eisenbahnhistoriker.

## Leben
Josef Dultinger studierte an der Universität Wien und schloss das Studium 1936 als Diplom-Ingenieur ab. Danach trat er in den Eisenbahndienst als Fahrdienstleiter ein. Ab 1938 war er Vorstandsstellvertreter in den Reichsbahnbetriebsämtern Klagenfurt, Leoben und Knittelfeld, 1940 wurde er Vorstand des Neubauamtes Mallnitz und 1941 Mitarbeiter beim Betriebsamt Aßling (Jesenice).
Nach dem Zweiten Weltkrieg machte er sich besonders um den Wiederaufbau der zerstörten Bahnanlagen verdient. 1952 wurde er Vizepräsident der ÖBB-Direktion Villach und 1956 Präsident der ÖBB-Direktion Innsbruck. Während seiner Dienstzeit erfolgte die Sanierung der Arlbergbahn.
1963 wurde er an der Universität Graz zum Dr. techn. promoviert. Danach wurde er Finanzdirektor der ÖBB und 1969 Stellvertretender Generaldirektor. Von 1964 bis 1977 war er Vizepräsident und Präsident und anschließend alleiniger Vorstand der Brenner Autobahn AG und gleichzeitig Aufsichtsratsmitglied der Felbertauernstraßen AG und Präsidiumsmitglied der Europäischen Mautstraßengesellschaft in Rom.
Dultinger war mit verantwortlich, dass die Rosenheimer Schleife gebaut und 1982 eröffnet wurde. Dieser von den ÖBB finanzierte Streckenabschnitt ermöglichte es, Züge von Salzburg nach Kufstein und umgekehrt über den Korridor Rosenheim zu fahren, ohne den Zug im Bahnhof Rosenheim wenden zu müssen. Durch die Baumaßnahme entstand eine Zeitersparnis von etwa 15 Minuten.

## Auszeichnungen
- 1972: Großes Goldenes Ehrenzeichen für Verdienste um die Republik Österreich[1]

## Werke
- Technische und wirtschaftliche Aspekte der Zusammenarbeit von Eisenbahn und Industrie. Info-Büro für Österreichische Eisenbahngeschichte, Sattledt 1970.
- Straßenbau in Österreich. Erhard, Rum 1979.
- Die Brennerbahn gestern, heute, morgen. Erhard, Rum 1980.
- Eisenbahn Winterdienst. Erhard, Rum 1982.
- 125 Jahre K.K. Nordtiroler Staatseisenbahn. Erhard, Rum 1983.
- 100 Jahre Arlbergbahn. Erhard, Rum 1984.
- 75 Jahre Tauernbahn. Erhard, Rum 1984.
- Die Erzherzog Johann-Bahn. Erhard, Rum 1985.
- Eisenbahn-Raritäten 1837–1987. Erfreuliches und Betrübliches, Ernstes und Heiteres. Erhard, Innsbruck 1987.
- Vergessene Vergangenheit. Schmalspurbahnen der k.u.k. Armee zur Dolomitenfront 1915–1918. Wort und Welt, Thaur 1990.
- Auf schmaler Spur durch Südtirol. Dultinger, Innsbruck 1991.
- 1991: Endstation Ybbstal. Aus für eine Eisenbahn? Wort und Welt, Thaur 1991.
- Leben und Werk großer Persönlichkeiten der österreichischen Eisenbahngeschichte. Wort und Welt, Thaur 1993.
- Alois Negrelli Ritter von Moldelbe. Das Schicksal eines großen Südtirolers. Rauchdruck, Innsbruck 1993, DNB 944211682.